# Kratié

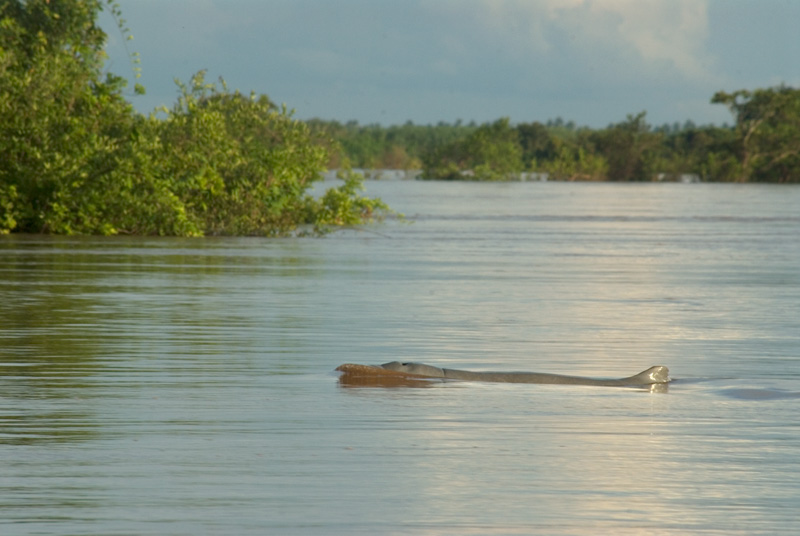
Esemplare di delfino dell'Irrawaddy.

Kratié (o Kracheh) è il capoluogo del distretto omonimo e dell'intera provincia di Kratié, in Cambogia.
La città giace sulle sponde del Mekong. Un gruppo dell'ormai raro delfino dell'Irrawaddy staziona a nord della città e la rende un centro noto agli appassionati dell'ecoturismo. Nel 2007 uno studio condotto dal "Cambodian Mekong Dolphin Conservation Project" (CMDCP), progetto collaborativo con il concorso di WWF, "World Conservation Society", Ministero dell'Agricoltura, Foreste e Pesca della Cambogia e "Cambodian Rural Development Team" (CRDT) ha stimato che gli esemplari presenti lungo i 190 km del tratto di Mekong compreso tra Kratié e il confine con il Laos siano ormai ben sotto il centinaio, tra 66 e 86.

## Luoghi
Oltre ai delfini, la maggior attrazione turistica di Kratié, sull'unica collina dei dintorni, poco a nord della città, sorge il wat di Phnom Sombok, da cui si gode un'ottima vista del Mekong.

## Galleria d'immagini

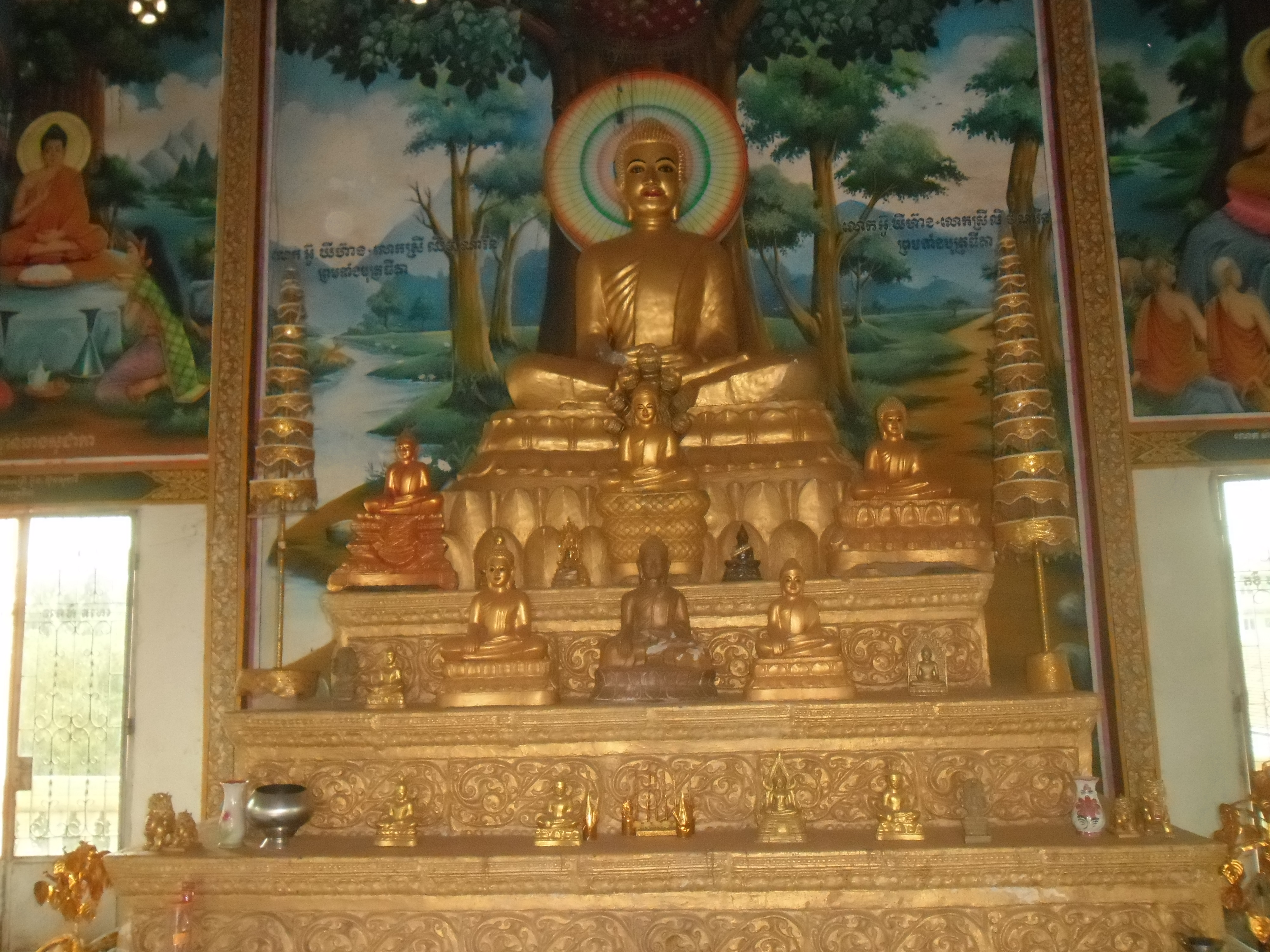
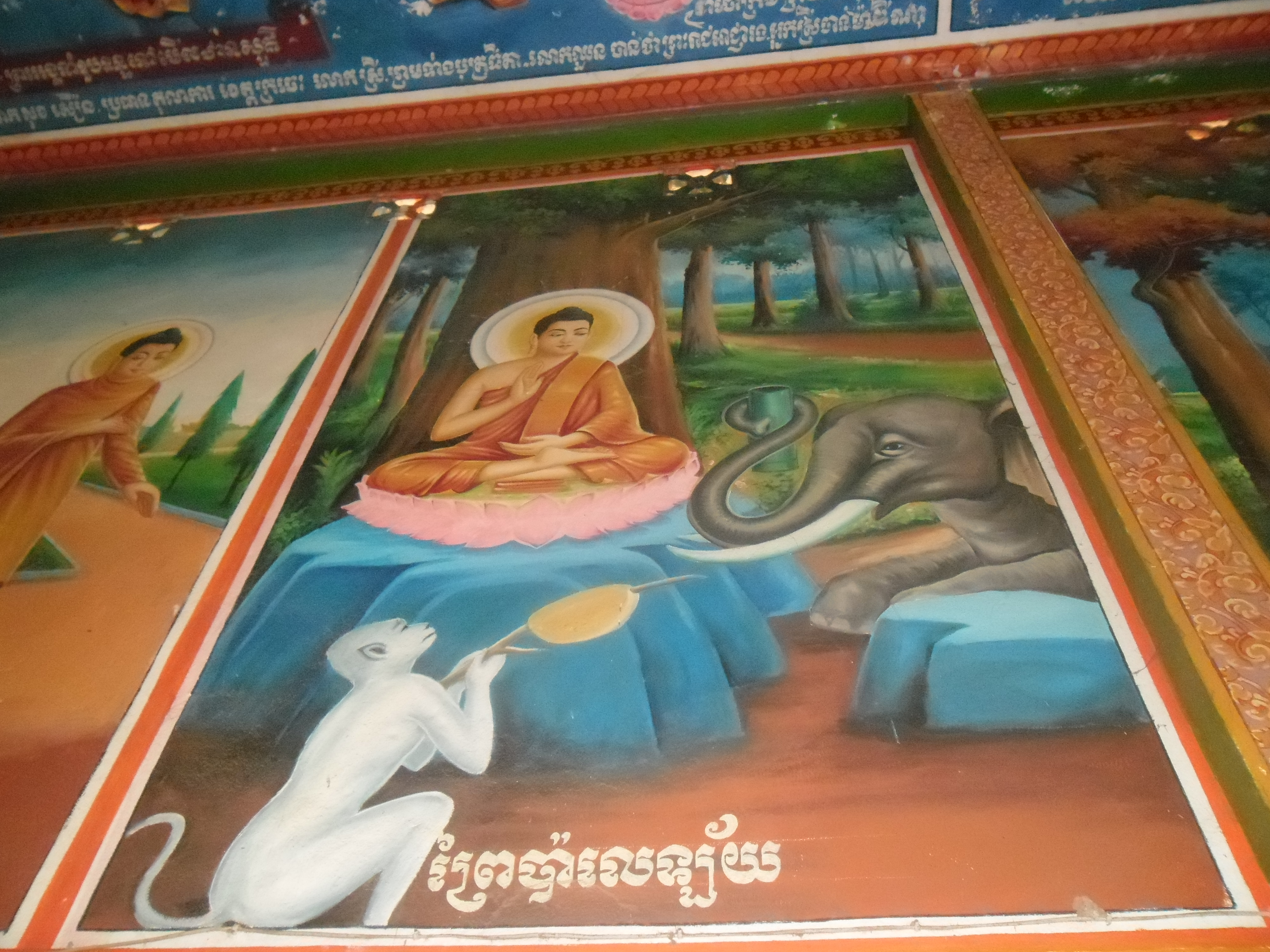
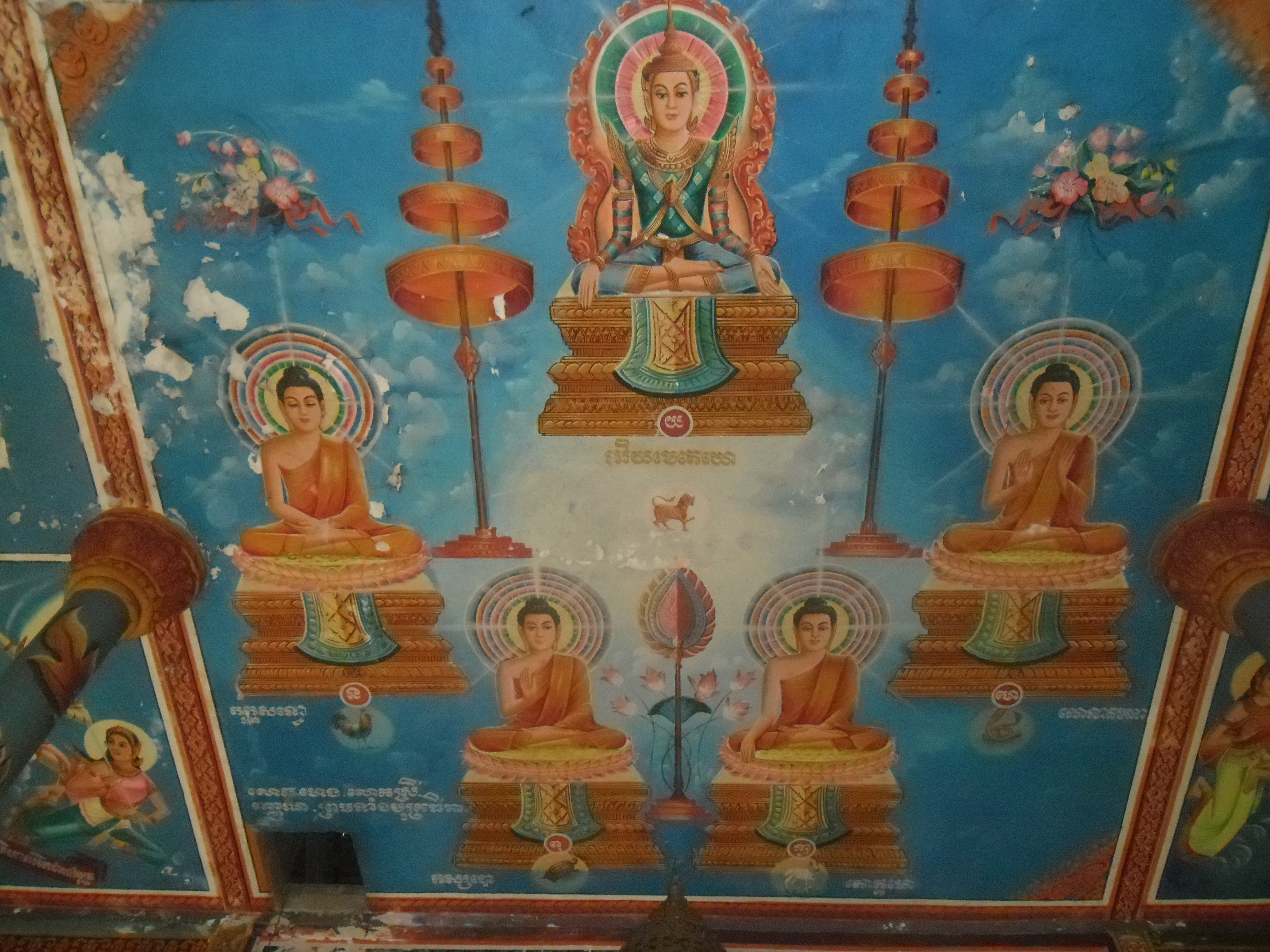
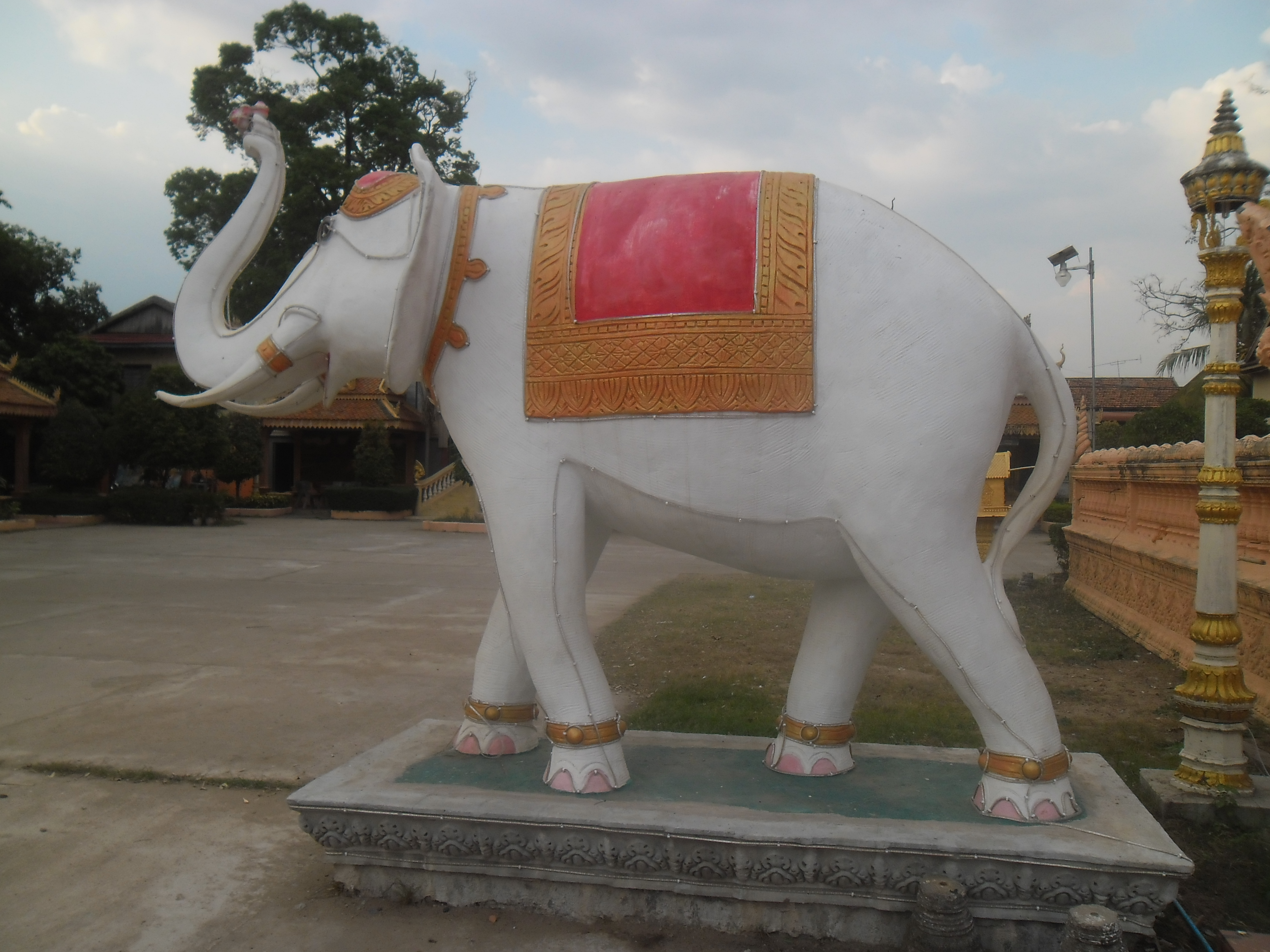
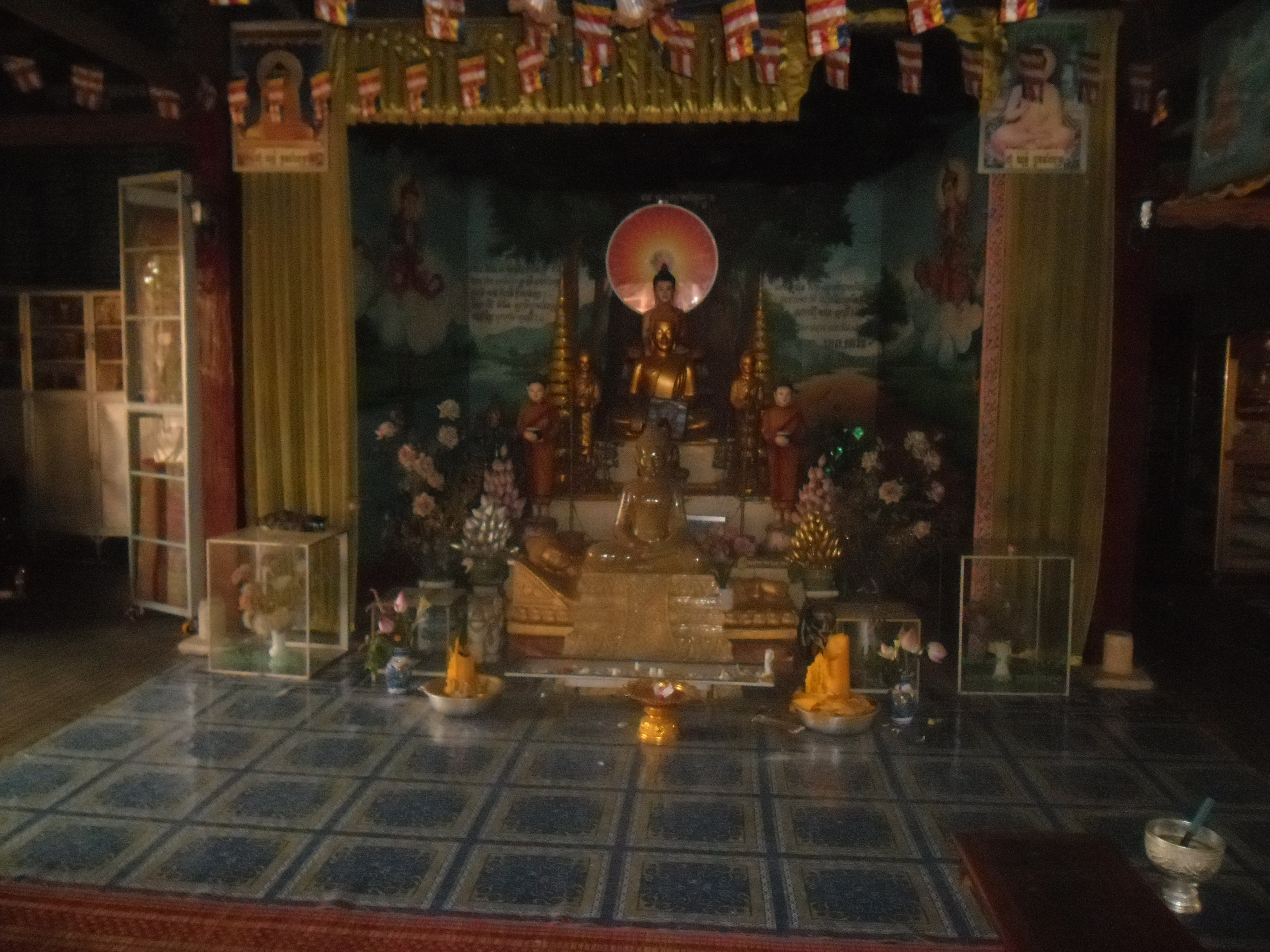
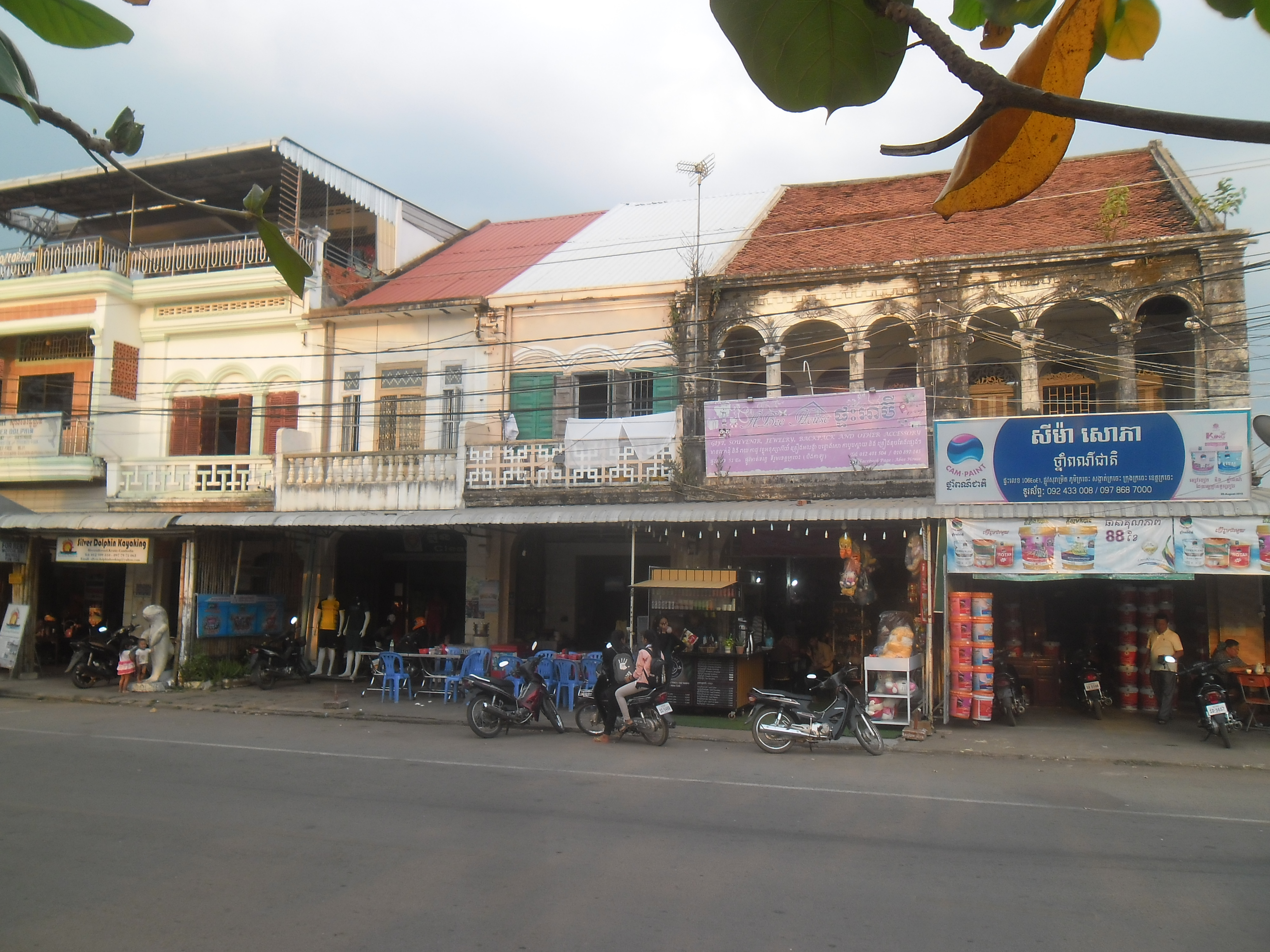
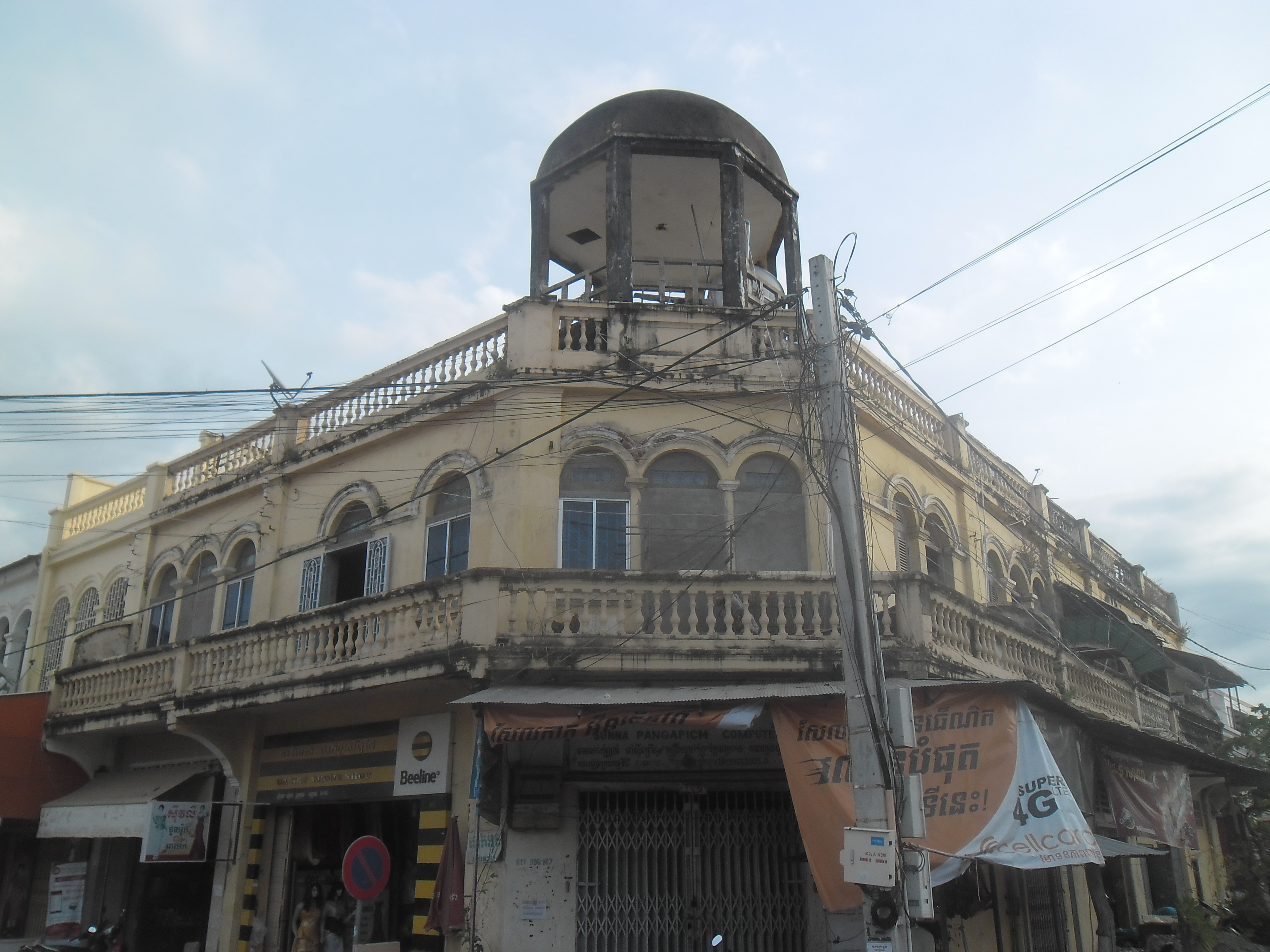
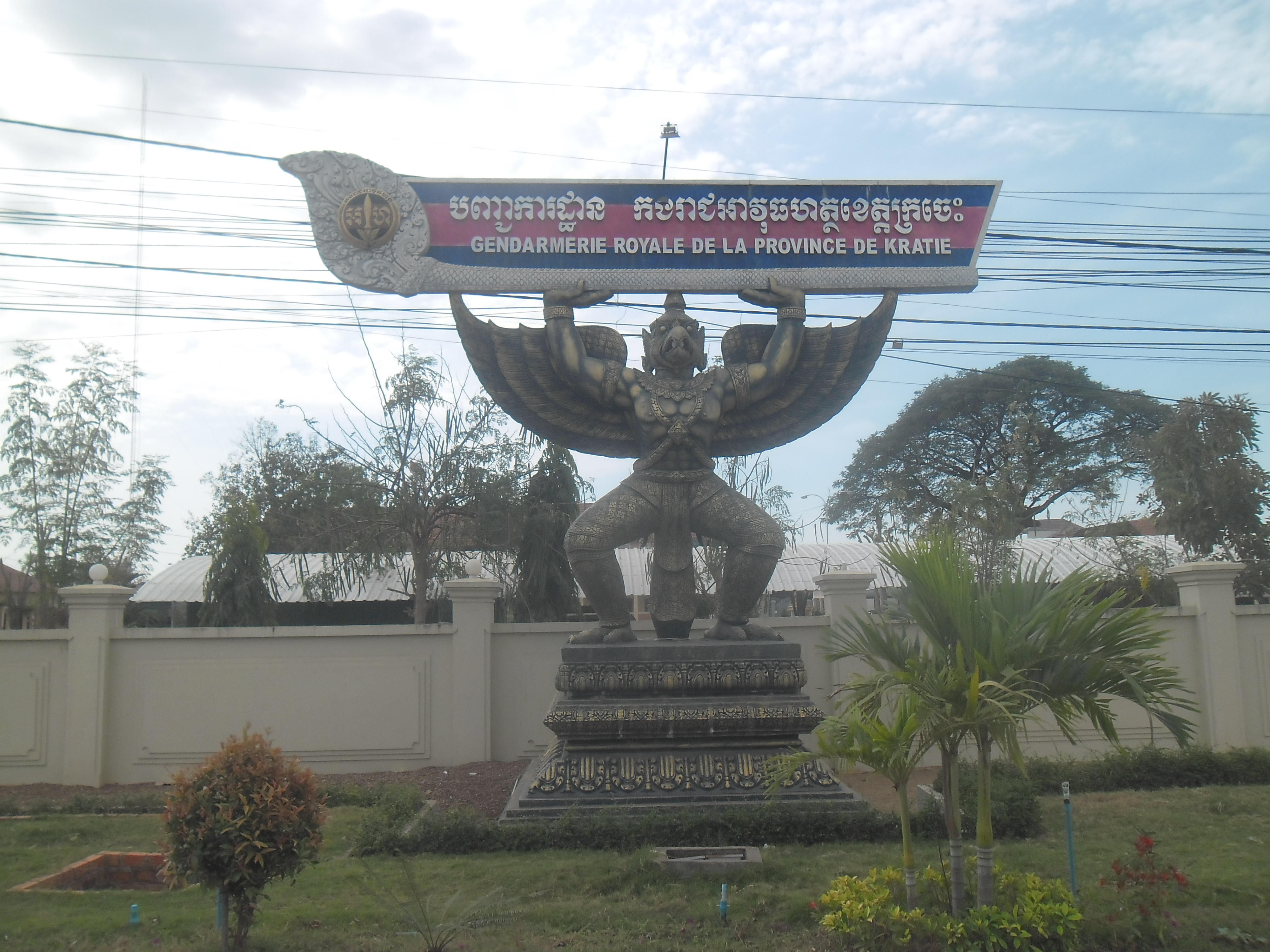
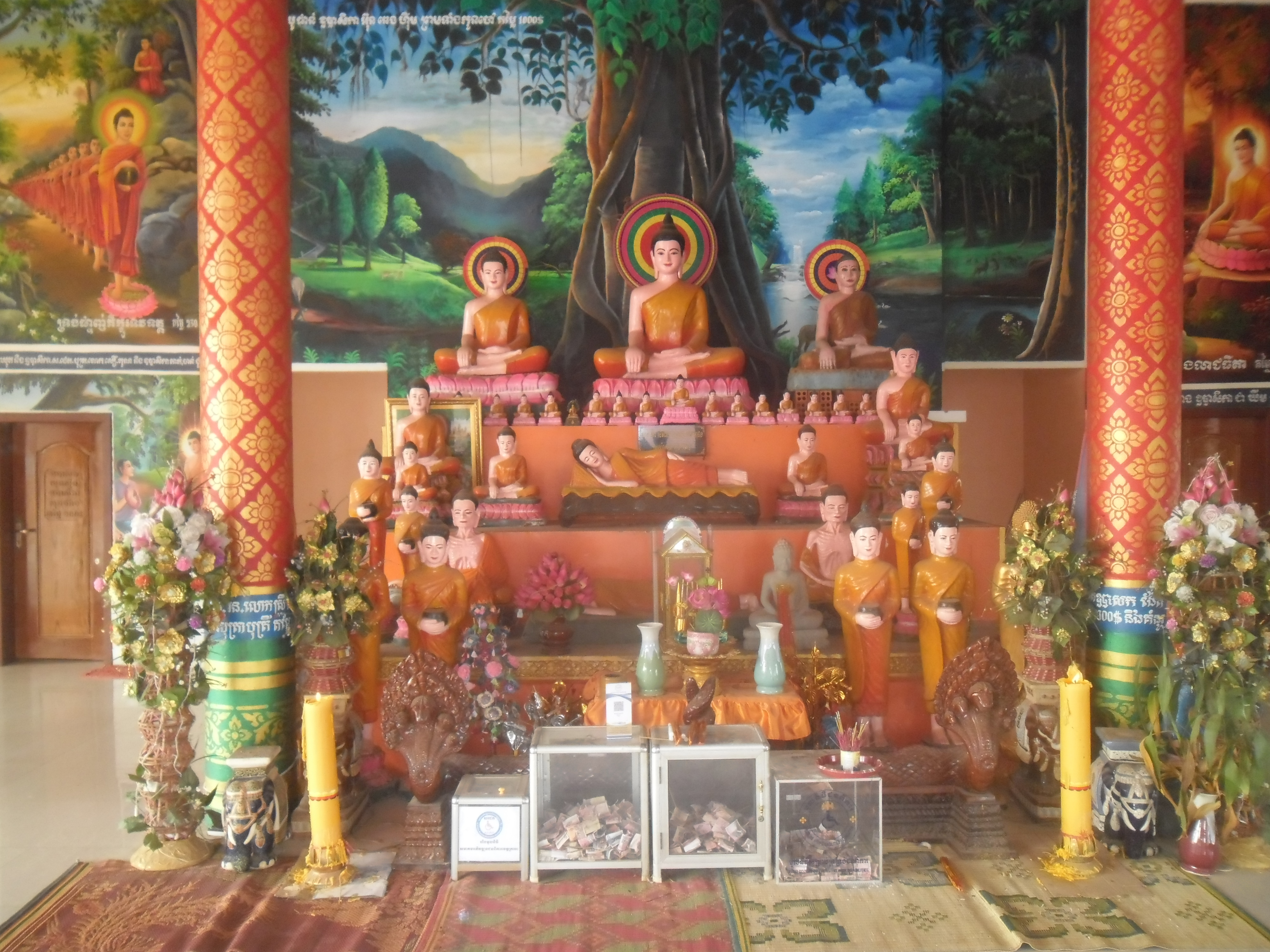
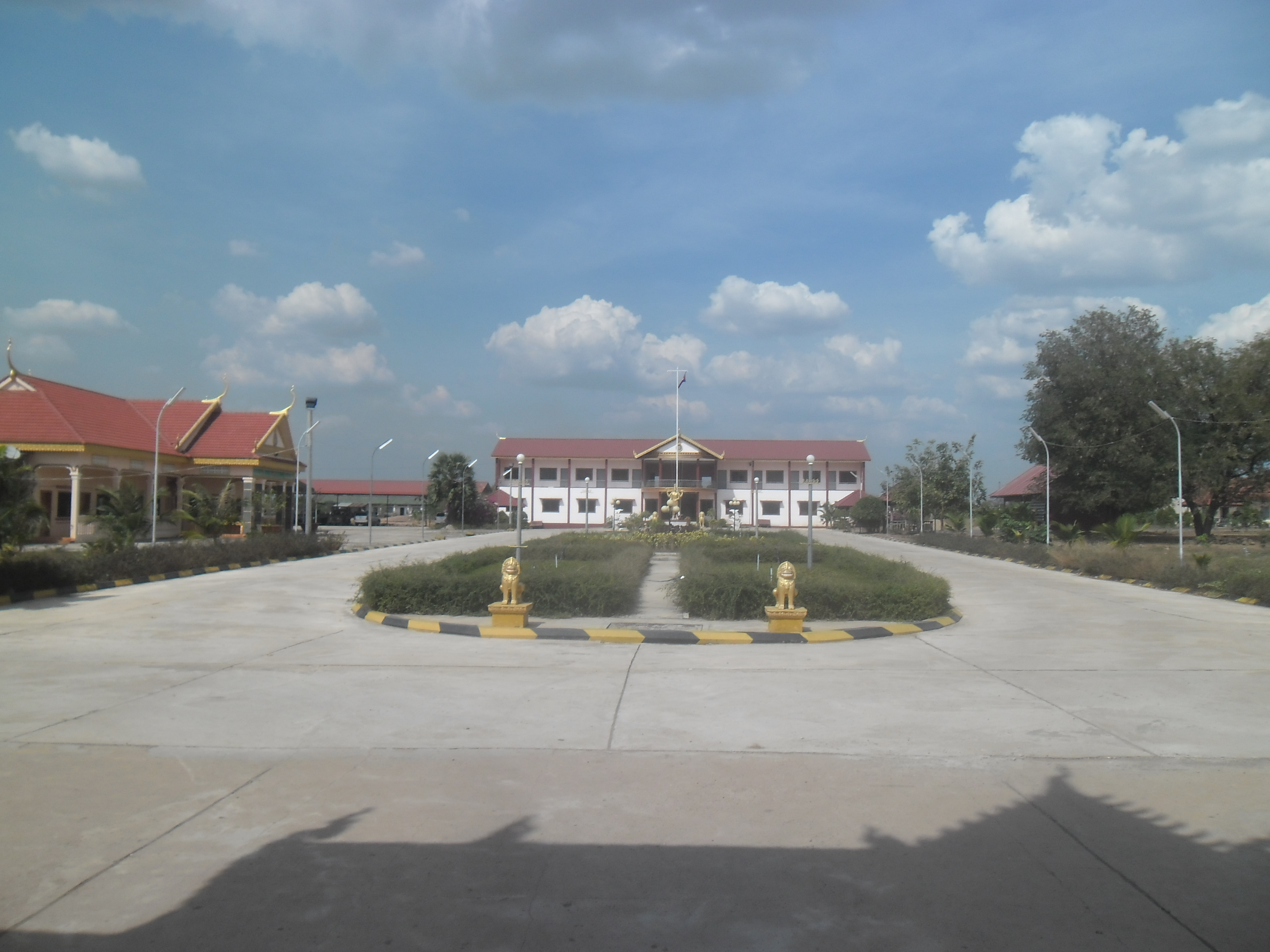